# Los Anonillos
Los Anonillos är en ort i Mexiko.   Den ligger i kommunen Tepalcatepec och delstaten Michoacán de Ocampo, i den södra delen av landet, 400 km väster om huvudstaden Mexico City. Los Anonillos ligger 348 meter över havet och antalet invånare är 166.
Terrängen runt Los Anonillos är kuperad åt sydost, men åt nordväst är den platt. Runt Los Anonillos är det glesbefolkat, med 12 invånare per kvadratkilometer. Närmaste större samhälle är Tepalcatepec, 19,0 km norr om Los Anonillos. I omgivningarna runt Los Anonillos växer huvudsakligen savannskog.